# Okręg wyborczy województwo tarnowskie do Senatu Rzeczypospolitej Polskiej
Okręg wyborczy województwo tarnowskie do Senatu Rzeczypospolitej Polskiej obejmował w latach 1989–2001 obszar województwa tarnowskiego. Wybierano w nim 2 senatorów, przy czym w latach 1989–1991 obowiązywała zasada większości bezwzględnej, zaś w latach 1991–2001 większości względnej.
Powstał w 1989 wraz z przywróceniem instytucji Senatu. Zniesiony został w 2001, na jego obszarze utworzono nowe okręgi nr 14 i 22.
Siedzibą okręgowej komisji wyborczej był Tarnów.

## Reprezentanci okręgu
| Rok  | Senator komitet wyborczy                 | Senator komitet wyborczy                                   | Senator komitet wyborczy                  | Senator komitet wyborczy                                                |
| ---- | ---------------------------------------- | ---------------------------------------------------------- | ----------------------------------------- | ----------------------------------------------------------------------- |
| 1989 |                                          | Stanisław Chrobak                                          |                                           | Andrzej Fenrych                                                         |
| 1991 |                                          | Zdzisław Czarnobilski Ludowe Porozumienie Wyborcze „Piast” |                                           | Tadeusz Kamiński Partia Chrześcijańskich Demokratów                     |
| 1993 |                                          | Ryszard Ochwat Polskie Stronnictwo Ludowe                  |                                           | Piotr Andrzejewski Niezależny Samorządny Związek Zawodowy „Solidarność” |
| 1997 |                                          | Adam Glapiński Ruch Odbudowy Polski                        | Andrzej Sikora Akcja Wyborcza Solidarność |                                                                         |
| 2001 | okręg zniesiony, patrz okręgi nr 14 i 22 | okręg zniesiony, patrz okręgi nr 14 i 22                   | okręg zniesiony, patrz okręgi nr 14 i 22  | okręg zniesiony, patrz okręgi nr 14 i 22                                |

## Wyniki wyborów
Symbolem „●” oznaczono senatorów ubiegających się o reelekcję.

### Wybory parlamentarne 1989
| Kandydat                                                          | Głosów  | %     |
| ----------------------------------------------------------------- | ------- | ----- |
| Stanisław Chrobak                                                 | 209 490 | 76,94 |
| Andrzej Fenrych                                                   | 198 138 | 72,77 |
| Edward Brzostowski                                                | 53 104  | 19,50 |
| Jerzy Jabłoński                                                   | 12 577  | 4,62  |
| Stefan Baran                                                      | 7142    | 2,62  |
| Wacław Sawczak                                                    | 6499    | 2,39  |
| Wiesław Kozioł                                                    | 5842    | 2,15  |
| Zenon Musiał                                                      | 3571    | 1,71  |
| Liczba głosów ważnych: 272 283 Źródło: Państwowa Komisja Wyborcza |         |       |

### Wybory parlamentarne 1991
| Kandydat                                              | Kandydat              | Komitet wyborczy                                     | Głosów |
| ----------------------------------------------------- | --------------------- | ---------------------------------------------------- | ------ |
|                                                       | Zdzisław Czarnobilski | Ludowe Porozumienie Wyborcze „Piast”                 | 52 033 |
|                                                       | Tadeusz Kamiński      | Partia Chrześcijańskich Demokratów                   | 40 931 |
|                                                       | Józef Kalisz          | Ludowe Porozumienie Wyborcze „Piast”                 | 40 704 |
|                                                       | Antoni Zięba          | Partia Chrześcijańskich Demokratów                   | 40 124 |
|                                                       | Jerzy Bińczycki       | Unia Demokratyczna                                   | 39 150 |
|                                                       | Antoni Lis            | Niezależny Samorządny Związek Zawodowy „Solidarność” | 36 042 |
|                                                       | Teofil Wojciechowski  | Niezależny Samorządny Związek Zawodowy „Solidarność” | 33 501 |
|                                                       | Leonard Łącki         | Konfederacja Polski Niepodległej                     | 27 129 |
|                                                       | Adam Lewicki          | Unia Demokratyczna                                   | 22 595 |
|                                                       | Maria Grcar           | Konfederacja Polski Niepodległej                     | 21 197 |
|                                                       | Andrzej Barański      | Kongres Liberalno-Demokratyczny                      | 16 902 |
|                                                       | Jan Turek             | Sojusz Lewicy Demokratycznej                         | 13 602 |
|                                                       | Andrzej Skubisz       | Wojewódzki Komitet Obywatelski                       | 13 349 |
|                                                       | Tadeusz Należny       | Wojewódzki Komitet Obywatelski                       | 11 145 |
|                                                       | Tadeusz Juza          | Lokalny KW Stowarzyszenia Księgowych                 | 10 669 |
| Frekwencja: 50,33% Źródło: Państwowa Komisja Wyborcza |                       |                                                      |        |

### Wybory parlamentarne 1993
| Kandydat                                              | Kandydat                     | Komitet wyborczy                                      | Głosów |
| ----------------------------------------------------- | ---------------------------- | ----------------------------------------------------- | ------ |
|                                                       | Ryszard Ochwat               | Polskie Stronnictwo Ludowe                            | 57 612 |
|                                                       | Piotr Andrzejewski●          | Niezależny Samorządny Związek Zawodowy „Solidarność”  | 35 606 |
|                                                       | Zdzisław Czarnobilski●       | KW „PIAST”                                            | 31 187 |
|                                                       | Zdzisław Janik               | Unia Demokratyczna                                    | 28 734 |
|                                                       | Bogusław Nowak               | Niezależny KW „Tarnowskie Echo”                       | 27 597 |
|                                                       | Kazimierz Zieliński          | Konfederacja Polski Niepodległej                      | 25 515 |
|                                                       | Zbigniew Kozioł              | Sojusz Lewicy Demokratycznej                          | 24 947 |
|                                                       | Maria Lechowicz              | Zjednoczenie Chrześcijańsko-Narodowe                  | 24 394 |
|                                                       | Elżbieta Zięba               | Partia Chrześcijańskich Demokratów                    | 22 941 |
|                                                       | Wacław Prażuch               | KW „Kandydat Niezależny”                              | 20 606 |
|                                                       | Stanisław Dobek              | Sojusz Lewicy Demokratycznej                          | 19 138 |
|                                                       | Jerzy Rzeszuto               | Unia Pracy                                            | 18 801 |
|                                                       | Wacław Niemirski             | Bezpartyjny Blok Wspierania Reform                    | 16 513 |
|                                                       | Włodzimierz Przerwa-Tetmajer | Bezpartyjny Blok Wspierania Reform                    | 15 278 |
|                                                       | Stanisław Taraszka           | KW „Pomoc Pokrzywdzonym i Potrzebującym”              | 15 256 |
|                                                       | Mirosław Krzemień            | Koalicja dla Rzeczypospolitej                         | 12 144 |
|                                                       | Tadeusz Juza                 | Stowarzyszenie Księgowych Oddział Terenowy w Tarnowie | 9797   |
|                                                       | Czesław Sterkowicz           | KW „O polityczny i gospodarczy ład”                   | 9063   |
|                                                       | Leonard Kubica               | KW „RODZINA”                                          | 8273   |
| Frekwencja: 51,46% Źródło: Państwowa Komisja Wyborcza |                              |                                                       |        |

* Piotr Andrzejewski reprezentował w Senacie II kadencji (1991–1993) województwo piotrkowskie.

### Wybory parlamentarne 1997
| Kandydat                                              | Kandydat              | Komitet wyborczy                    | Głosów  |
| ----------------------------------------------------- | --------------------- | ----------------------------------- | ------- |
|                                                       | Andrzej Sikora        | Akcja Wyborcza Solidarność          | 107 402 |
|                                                       | Adam Glapiński        | Ruch Odbudowy Polski                | 77 702  |
|                                                       | Roman Ciepiela        | Unia Wolności                       | 45 579  |
|                                                       | Ryszard Ochwat●       | Polskie Stronnictwo Ludowe          | 37 564  |
|                                                       | Zdzisław Czarnobilski | KW „Polska Rodzina”                 | 35 252  |
|                                                       | Maria Mazur           | Sojusz Lewicy Demokratycznej        | 34 803  |
|                                                       | Stanisław Ablewicz    | KW „Solidarność Ludzi Dobrej Woli”  | 34 072  |
|                                                       | Władysław Żabiński    | KW „Zawsze Polska”                  | 26 373  |
|                                                       | Alina Rzewuska        | Unia Wolności                       | 26 255  |
|                                                       | Zygmunt Dudziak       | Krajowa Partia Emerytów i Rencistów | 20 056  |
|                                                       | Marek Ciesielczyk     | KW - Niezależny Kandydat            | 14 261  |
| Frekwencja: 53,64% Źródło: Państwowa Komisja Wyborcza |                       |                                     |         |